# Małgorzata Ostrowska (armwrestlerka)
Małgorzata Joanna Ostrowska (ur. 31 października 1989 w Świdnicy) – polska armwrestlerka, trener personalny kulturystyki i fitness.

## Życiorys
Małgorzata Ostrowska pochodzi ze Strzegomia (woj. dolnośląskie). Jest zawodniczką klubu "OSTRY" Strzegom oraz reprezentantką Polski na arenie międzynarodowej. Trenuje pod okiem swojego ojca Roberta Ostrowskiego. Studiuje finanse i rachunkowość na Uniwersytecie Ekonomicznym we Wrocławiu oraz wychowanie fizyczne na Akademii Wychowania Fizycznego we Wrocławiu.
Małgorzata Ostrowska rozpoczęła swoją przygodę z siłowaniem na rękę 2 kwietnia 2004 roku podczas IV Mistrzostw Polski w Starogardzie Gdańskim. Na swoich debiutanckich zawodach zajęła 2. miejsce w kategorii juniorek oraz została powołana do kadry narodowej. W roku 2005 zdobyła brązowy medal na Mistrzostwach Europy oraz Wicemistrzostwo Świata Juniorów. Osiągnięcia te sprawiły, że została wybrana na "Sportowca Roku 2005 w Armwrestlingu" oraz najpopularniejszą zawodniczkę Gminy Strzegom. W roku 2006 Małgorzata Ostrowska jako pierwsza w historii Polka stanęła na podium Pucharu Świata Zawodowców "Nemiroff World Cup".
Małgorzata Ostrowska jest wielokrotną Mistrzynią Polski, kilkukrotną brązową medalistką Mistrzostw Europy (2005, 2006, 2007, 2009), Wicemistrzynią Świata Juniorów 2005, zdobywczynią brązowego Pucharu Świata Zawodowców „Nemiroff World Cup” 2006, wielokrotną zdobywczynią Pucharu Polski oraz medalistką wielu imprez rangi krajowej. W latach 2006, 2008 oraz 2009 została wpisana do księgi „Polskie Rekordy i Osobliwości” jako Najsilniejsza Polka ręki lewej.